# Nuestra Señora de las Angustias (Los Llanos de Aridane)
Nuestra Señora de las Angustias, es una advocación mariana católica que se venera en el Santuario de Nuestra Señora de las Angustias, situado en el término municipal de Los Llanos de Aridane en la isla canaria de La Palma (España). Es la alcaldesa Honoraria del municipio de Los Llanos de Aridane y una de las imágenes marianas más veneradas de la isla de La Palma.

## Historia
La bella escultura representa a la Piedad, con su Hijo muerto en sus brazos, se trata de una talla de madera policromada de 100 centímetros de alto y de procedencia flamenca. La imagen, fechada hacia 1515-1522, llegó a la isla de La Palma probablemente gracias a las gestiones del caballero Jácome de Monteverde (mercader oriundo de Colonia y establecido en Amberes) o por alguno de sus sucesores en el dominio de las ricas tierras de los aledaños y del patronato de su oratorio.
La recoleta y bella ermita fue erigida en los primeros años del siglo XVI. Ya en 1613, la venerada talla presidía su altar colocada en una peana y cubierta por un gran manto de tafetán blanco. Los inventarios de la época informan de que ya poseía cinco mantos y siete tocas.
Un nuevo retablo de corte barroco de triple hornacina fue instalado en el presbiterio y la Virgen fue entronizada en el gran nicho central. La efigie ya contaba con una corona imperial de plata, así como las potencias del Cristo y de una gran cruz, también del mismo metal.
La postura sedente, vertical y hierática de la Virgen de las Angustias, mientras sostiene el cuerpo inerte de su Hijo, por la mano izquierda y por la cabeza, contrasta con la forzada curvatura descrita por el cuerpo de éste que, yaciendo en el regazo materno, se arquea para alcanzar el suelo con sus pies cruzados.
En su ermita, según cuenta la tradición, celebró por última vez el Padre jesuita, Ignacio de Azevedo, su última Misa, donde dejó marcado en el Cáliz, la mordedura de sus dientes, al tener una revelación mientras sumía la Sangre de Cristo de su martirio.

## Coronación canónica
La imagen de Nuestra Señora de las Angustias, fue coronada canónicamente por el obispo de la Diócesis de Tenerife, Monseñor Bernardo Álvarez Afonso el 14 de abril de 2013, convirtiéndose de este modo en la segunda imagen coronada en la isla de La Palma, tras la imagen de la Virgen de las Nieves (patrona de La Palma) en 1930. Se da la circunstancia, de que la Virgen de las Angustias se convirtió también, en la primera y única imagen dolorosa de la Virgen, en recibir la coronación en la Diócesis Nivariense, así como la tercera en Canarias.
La corona, de plata sobredorada, fue donada anónimamente a la Virgen y labrada en el taller de orfebres de los hermanos Kriger de San Cristóbal de La Laguna, en la isla de Tenerife. A la solemne función religiosa, acudieron la corporación municipal, el presidente del Parlamento de Canarias, la presidenta del Cabildo de La Palma, diputados, consejeros del ejecutivo regional y de la corporación insular.

## Fiestas

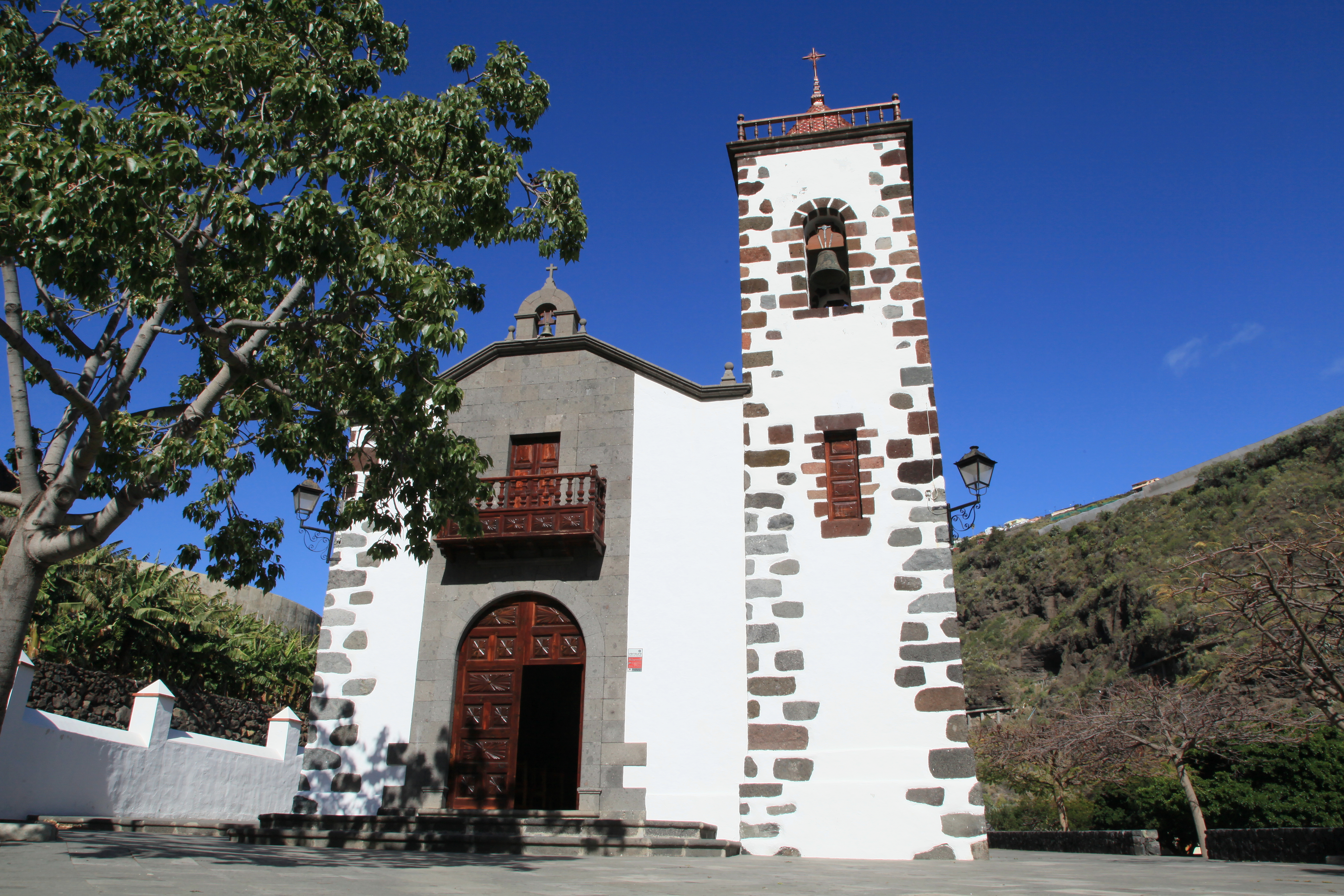
Vista del Santuario de Nuestra Señora de las Angustias.

Cada 15 de agosto, romeros llegados desde todos los puntos de La Palma acuden al bello Santuario del Barranco de las Angustias a rendir pleitesía a esta venerada imagen.
Tras la solemne misa concelebrada, se procede a la multitudinaria procesión de la Virgen de las Angustias hasta el Calvario, a la que acompaña una urna con las reliquias del beato Inácio de Azevedo, martirizado violentamente a manos de los piratas hugonotes capitaneados por Jacques de Sores.
Ocho días después se celebra "la octava" con procesión de la Virgen alrededor del Santuario.